# (2845) Franklinken
(2845) Franklinken (1981 OF) – planetoida z pasa głównego asteroid okrążająca Słońce w ciągu 3,4 lat w średniej odległości 2,26 j.a. Odkryta 26 lipca 1981 roku.